# Laurent Touvet
Pour les articles homonymes, voir Touvet.
Laurent Touvet, né le 8 septembre 1962 à Dijon, est un haut fonctionnaire français. Conseiller d'État, il est nommé préfet de l'Ain en 2013, du Haut-Rhin en 2016, de la Moselle an août 2020, et enfin du Pas-de-Calais en avril 2025.

## Biographie

### Jeunesse et études
Laurent Touvet naît le 8 septembre 1962 à Dijon. Il est le frère de l'évêque François Touvet et le beau-frère du général Pierre de Villiers.
Élève au lycée privé Sainte-Geneviève, il est diplômé de l'École des hautes études commerciales de Paris (HEC Paris) et de l'Institut d'études politiques de Paris. Il étudie à l'École nationale d'administration (ENA) (promotion Jean-Monnet, 1990).

### Parcours professionnel
Il choisit le Conseil d'État à sa sortie de l'ENA. Maître des requêtes en 1993, il est nommé commissaire du gouvernement devant les formations contentieuses du Conseil d’État en 1995. Spécialisé dans le droit des collectivités locales, il est parallèlement rapporteur-adjoint auprès du Conseil constitutionnel et conseiller juridique de l'Association des régions de France.
Laurent Touvet est ensuite directeur général du Conseil supérieur de l'audiovisuel (CSA) de 2001 à 2004, sous la présidence de Dominique Baudis, puis directeur adjoint du cabinet du garde des Sceaux, Dominique Perben, entre 2004 et 2005.
Nommé conseiller d'État le 1er septembre 2006,, il est directeur des libertés publiques et des affaires juridiques au ministère de l'Intérieur de 2007 à 2013. Le 8 juillet 2013, il devient préfet de l'Ain. Il occupe cette fonction jusqu'en août 2016, date à laquelle il est préfet du Haut-Rhin.
Il est co-auteur de deux ouvrages juridiques : Les Grands arrêts du droit de la décentralisation (1999) et Droit des élections (2007) - Prix Francis-Durieux de l'Académie des sciences morales et politiques avec Yves-Marie Doublet.
Il est nommé préfet de la Moselle à compter du 24 août 2020, puis préfet du Pas-de-Calais le 9 avril 2025, avec prise de fonction en fin de mois.

## Récompenses et distinctions

### Décorations
- Officier de la Légion d'honneur (nommé en 2020 ; chevalier en 2009).
- Commandeur de l'ordre national du Mérite (nommé le 15 mai 2025[11]) ; officier du 30 janvier 2017, chevalier en 2006
- Chevalier de l'ordre des Arts et des Lettres
- Médaille des services militaires volontaires, bronze
- Médaille d'honneur de l'administration pénitentiaire, or (2005)
- Médaille de la sécurité intérieure, bronze